# Scalesia aspera
Espèce
Synonymes
- Scalesia aspera var. aspera[2] [1]
- Scalesia aspera var. subintegerrima Harling[2]

Statut de conservation UICN

 VU D2 : Vulnérable
Scalesia aspera est une espèce de plantes à fleurs de la famille des Asteraceae endémique des îles Galápagos.

## Liste des variétés
Selon Tropicos (12 avril 2019) :
- variété Scalesia aspera var. subintegerrima Harling

## Publication originale
- Kongliga Svenska Vetenskaps Academiens Handlingar, Ny Följd 1853: 180. 1855.